# Xams-ad-Dawla
Abu Tàhir Hàssan Xams-ad-Dawla (Sol de la Dinastia) ibn Fakhr ad-Dawla fou un emir buwàyhida (el títol de sultans que se'ls aplica sovint, no és correcte).
Era fill de Fakhr-ad-Dawla que governava a Esfahan, Hamadan i Rayy. A la mort del pare (997) els amirs van proclamar com successor al seu fill Majd-ad-Dawla a Rayy i Esfahan; el nou emir només tenia 4 anys i va quedar sota tutela de la seva mare Sayyida; al seu germà Xams-ad-Dawla (Shams al-Dawla), també menor, li van assignar Hamadan i Kermansah. Quan Madj-ad-Dawla va arribar a l'adolescència es va voler desfer de la seva mare i es va aliar amb el visir al-Khatir Abu Ali ibn al-Kasim. Sayyida llavors va demanar el suport del cap kurd Badr ibn Hasanwayh, que va marxar cap a Rayy i va fer presoner a Madj-ad-Dawla, posant al tron a Rayy i Esfahan a Xams-ad-Dawla (que conservava Hamadan i Kermansah) el qual va arribar a encunyar moneda a Rayy (1006/1007).
Però Xams-ad-Dawla no era fàcil de manejar i al cap d'un any Madj-ad-Dawla fou alliberat del seu captiveri i restaurat al tron i Xams-ad-Dawla va retornar a Hamadan. El 1014/1015 els soldats amotinats van matar a Badr i llavors Xams-ad-Dawla va aprofitar per apoderar-se de diversos territoris del seu germà, lluitant contra Tahir ibn Hilal ibn Badr, net del difunt Badr que volia retenir el control, derrotant-lo i fent-lo presoner; el seu pare Hilal ibn Badr havia caigut abans presoner de Sultan-ad-Dawla de Fars i l'Iraq (1012-1022) i llavors Sultan el va alliberar i li va donar un exèrcit per anar a combatre a Xams-ad-Dawla; els dos exèrcits es van trobar la primavera del 1015 però Hilal fou derrotat i va morir en el combat. Després de la victòria Xams-ad-Dawla va entrar a Rayy i Madj-ad-Dawla va fugir amb la seva mare, però quan Xams el volia perseguir les tropes es van amotinar i va haver de retornar a Hamadan, i Madj va poder recuperar Rayy.
El 1020 Xams-ad-Dawla va enfrontar una revolta de les tropes turques al seu servei, i va haver de demanar suport al governador d'Esfahan Ala al-Dawla Abu Djafar Muhammad, un cosí germà de Sayyida al que havia donat (vers 1007) aquest govern on dominava amb força autonomia i que després va fundar la dinastia kakúyida; amb el suport d'Ala al-Dawla va sufocar la revolta i va foragitar als rebels de Hamadan.
Va morir el 1022 i el va succeir el seu fill Samà-ad-Dawla.